# 15.ª etapa del Tour de Francia 2020
La 15.ª etapa del Tour de Francia 2020 tuvo lugar el 13 de septiembre de 2020 entre Lyon y Grand Colombier sobre un recorrido de 174,5 km y fue ganada por esloveno Tadej Pogačar del equipo UAE Emirates, quien con esta victoria, completo su segundo triunfo de etapa en la presente edición del Tour. El también esloveno Primož Roglič mantuvo el liderato otro día más.

## Clasificación de la etapa
| \| Clasificación de la etapa \| Clasificación de la etapa \| Clasificación de la etapa \| Clasificación de la etapa \| Clasificación de la etapa \| \| Ciclista \| Ciclista \| Equipo \| Tiempo \| \| \| ------------------------- \| ------------------------- \| ------------------------- \| ------------------------- \| ------------------------- \| \| 1.º \| Tadej Pogačar \| UAE Team Emirates \| 4 h 34 min 13 s \| \| \| 2.º \| Primož Roglič \| Jumbo-Visma \| + 0 s \| \| \| 3.º \| Richie Porte \| Trek-Segafredo \| + 5 s \| \| \| 4.º \| Miguel Ángel López \| Astana \| + 8 s \| \| \| 5.º \| Enric Mas \| Movistar Team \| + 15 s \| \| \| 6.º \| Sepp Kuss \| Jumbo-Visma \| + 15 s \| \| \| 7.º \| Mikel Landa \| Bahrain McLaren \| + 15 s \| \| \| 8.º \| Adam Yates \| Mitchelton-Scott \| + 15 s \| \| \| 9.º \| Rigoberto Urán \| EF Pro Cycling \| + 18 s \| \| \| 10.º \| Alejandro Valverde \| Movistar Team \| + 24 s \| \| |                    |                   |                 |
| |                    |                   |                 |
| Fuente: ProCyclingStats |                    |                   |                 |
| Clasificación de la etapa |                    |                   |                 |
| Ciclista | Ciclista           | Equipo            | Tiempo          |
| 1.º | Tadej Pogačar      | UAE Team Emirates | 4 h 34 min 13 s |
| 2.º | Primož Roglič      | Jumbo-Visma       | + 0 s           |
| 3.º | Richie Porte       | Trek-Segafredo    | + 5 s           |
| 4.º | Miguel Ángel López | Astana            | + 8 s           |
| 5.º | Enric Mas          | Movistar Team     | + 15 s          |
| 6.º | Sepp Kuss          | Jumbo-Visma       | + 15 s          |
| 7.º | Mikel Landa        | Bahrain McLaren   | + 15 s          |
| 8.º | Adam Yates         | Mitchelton-Scott  | + 15 s          |
| 9.º | Rigoberto Urán     | EF Pro Cycling    | + 18 s          |
| 10.º | Alejandro Valverde | Movistar Team     | + 24 s          |

## Clasificaciones al final de la etapa

### Clasificación general(Maillot Jaune)
| \| Clasificación general \| Clasificación general \| Clasificación general \| Clasificación general \| Clasificación general \| \| Ciclista \| Ciclista \| Equipo \| Tiempo \| \| \| --------------------- \| --------------------- \| --------------------- \| --------------------- \| --------------------- \| \| 1.º \| Primož Roglič \| Jumbo-Visma \| 65 h 37 min 09 s \| \| \| 2.º \| Tadej Pogačar \| UAE Team Emirates \| + 40 s \| \| \| 3.º \| Rigoberto Urán \| EF Pro Cycling \| + 1 min 34 s \| \| \| 4.º \| Miguel Ángel López \| Astana \| + 1 min 45 s \| \| \| 5.º \| Adam Yates \| Mitchelton-Scott \| + 2 min 03 s \| \| \| 6.º \| Richie Porte \| Trek-Segafredo \| + 2 min 13 s \| \| \| 7.º \| Mikel Landa \| Bahrain McLaren \| + 2 min 16 s \| \| \| 8.º \| Enric Mas \| Movistar Team \| + 3 min 15 s \| \| \| 9.º \| Nairo Quintana \| Arkéa-Samsic \| + 5 min 08 s \| \| \| 10.º \| Tom Dumoulin \| Jumbo-Visma \| + 5 min 12 s \| \| |                    |                   |                  |
| |                    |                   |                  |
| Fuente: ProCyclingStats |                    |                   |                  |
| Clasificación general |                    |                   |                  |
| Ciclista | Ciclista           | Equipo            | Tiempo           |
| 1.º | Primož Roglič      | Jumbo-Visma       | 65 h 37 min 09 s |
| 2.º | Tadej Pogačar      | UAE Team Emirates | + 40 s           |
| 3.º | Rigoberto Urán     | EF Pro Cycling    | + 1 min 34 s     |
| 4.º | Miguel Ángel López | Astana            | + 1 min 45 s     |
| 5.º | Adam Yates         | Mitchelton-Scott  | + 2 min 03 s     |
| 6.º | Richie Porte       | Trek-Segafredo    | + 2 min 13 s     |
| 7.º | Mikel Landa        | Bahrain McLaren   | + 2 min 16 s     |
| 8.º | Enric Mas          | Movistar Team     | + 3 min 15 s     |
| 9.º | Nairo Quintana     | Arkéa-Samsic      | + 5 min 08 s     |
| 10.º | Tom Dumoulin       | Jumbo-Visma       | + 5 min 12 s     |

### Clasificación por puntos(Maillot Vert)
| Clasificación por puntos | Clasificación por puntos | Clasificación por puntos         | Clasificación por puntos | Clasificación por puntos |
| Ciclista                 | Ciclista                 | Equipo                           | Puntos                   |                          |
| ------------------------ | ------------------------ | -------------------------------- | ------------------------ | ------------------------ |
| 1.º                      | Sam Bennett              | Deceuninck-Quick Step            | 269 pts                  |                          |
| 2.º                      | Peter Sagan              | Bora-Hansgrohe                   | 224 pts                  |                          |
| 3.º                      | Matteo Trentin           | CCC Team                         | 189 pts                  |                          |
| 4.º                      | Bryan Coquard            | B&B Hotels-Vital Concept p/b KTM | 166 pts                  |                          |
| 5.º                      | Caleb Ewan               | Lotto-Soudal                     | 158 pts                  |                          |
| 6.º                      | Wout van Aert            | Jumbo-Visma                      | 131 pts                  |                          |
| 7.º                      | Michael Mørkøv           | Deceuninck-Quick Step            | 112 pts                  |                          |
| 8.º                      | Julian Alaphilippe       | Deceuninck-Quick Step            | 108 pts                  |                          |
| 9.º                      | Alexander Kristoff       | UAE Team Emirates                | 100 pts                  |                          |
| 10.º                     | Tadej Pogačar            | UAE Team Emirates                | 97 pts                   |                          |

### Clasificación de la montaña(Maillot à Pois Rouges)
| Clasificación de la montaña | Clasificación de la montaña | Clasificación de la montaña      | Clasificación de la montaña | Clasificación de la montaña |
| Ciclista                    | Ciclista                    | Equipo                           | Puntos                      |                             |
| --------------------------- | --------------------------- | -------------------------------- | --------------------------- | --------------------------- |
| 1.º                         | Benoît Cosnefroy            | AG2R La Mondiale                 | 36 pts                      |                             |
| 2.º                         | Tadej Pogačar               | UAE Team Emirates                | 34 pts                      |                             |
| 3.º                         | Primož Roglič               | Jumbo-Visma                      | 33 pts                      |                             |
| 4.º                         | Nans Peters                 | AG2R La Mondiale                 | 31 pts                      |                             |
| 5.º                         | Marc Hirschi                | Team Sunweb                      | 31 pts                      |                             |
| 6.º                         | Pierre Rolland              | B&B Hotels-Vital Concept p/b KTM | 26 pts                      |                             |
| 7.º                         | Jesús Herrada               | Cofidis                          | 25 pts                      |                             |
| 8.º                         | Michael Gogl                | NTT Pro Cycling                  | 24 pts                      |                             |
| 9.º                         | Toms Skujiņš                | Trek-Segafredo                   | 24 pts                      |                             |
| 10.º                        | Quentin Pacher              | B&B Hotels-Vital Concept p/b KTM | 21 pts                      |                             |

### Clasificación del mejor joven(Maillot Blanc)
| Clasificación del mejor joven | Clasificación del mejor joven | Clasificación del mejor joven | Clasificación del mejor joven | Clasificación del mejor joven |
| Ciclista                      | Ciclista                      | Equipo                        | Tiempo                        |                               |
| ----------------------------- | ----------------------------- | ----------------------------- | ----------------------------- | ----------------------------- |
| 1.º                           | Tadej Pogačar                 | UAE Team Emirates             | 65 h 37 min 47 s              |                               |
| 2.º                           | Enric Mas                     | Movistar Team                 | + 2 min 35 s                  |                               |
| 3.º                           | Egan Bernal                   | Ineos Grenadiers              | + 7 min 45 s                  |                               |
| 4.º                           | Valentin Madouas              | Groupama-FDJ                  | + 1 h 19 min 37 s             |                               |
| 5.º                           | Daniel Felipe Martínez        | EF Pro Cycling                | + 1 h 23 min 40 s             |                               |
| 6.º                           | Harold Tejada                 | Astana                        | + 1 h 33 min 09 s             |                               |
| 7.º                           | David Gaudu                   | Groupama-FDJ                  | + 1 h 46 min 19 s             |                               |
| 8.º                           | Lennard Kämna                 | Bora-Hansgrohe                | + 1 h 48 min 32 s             |                               |
| 9.º                           | Neilson Powless               | EF Pro Cycling                | + 1 h 59 min 10 s             |                               |
| 10.º                          | Marc Hirschi                  | Team Sunweb                   | + 2 h 06 min 05 s             |                               |

### Clasificación por equipos(Classement par Équipe)
| Clasificación por equipos | Clasificación por equipos | Clasificación por equipos | Clasificación por equipos |
| Equipo                    | Equipo                    | Tiempo                    |                           |
| ------------------------- | ------------------------- | ------------------------- | ------------------------- |
| 1.º                       | Movistar Team             | 97 h 04 min 16 s          |                           |
| 2.º                       | Jumbo-Visma               | + 14 min 50 s             |                           |
| 3.º                       | EF Pro Cycling            | + 26 min 15 s             |                           |
| 4.º                       | Bahrain McLaren           | + 37 min 43 s             |                           |
| 5.º                       | Trek-Segafredo            | + 45 min 09 s             |                           |
| 6.º                       | Ineos Grenadiers          | + 53 min 39 s             |                           |
| 7.º                       | Astana                    | + 53 min 43 s             |                           |
| 8.º                       | AG2R La Mondiale          | + 1 h 21 min 41 s         |                           |
| 9.º                       | Mitchelton-Scott          | + 1 h 58 min 50 s         |                           |
| 10.º                      | Arkéa-Samsic              | + 2 h 05 min 40 s         |                           |

## Abandonos
- Sergio Higuita por una caída durante la etapa.[2]